# Autrey-le-Vay
Autrey-le-Vay – miejscowość i gmina we Francji, w regionie Burgundia-Franche-Comté, w departamencie Górna Saona.
Według danych na rok 1990 gminę zamieszkiwało 69 osób, a gęstość zaludnienia wynosiła 25 osób/km² (wśród 1786 gmin Franche-Comté Autrey-le-Vay plasuje się na 674. miejscu pod względem liczby ludności, natomiast pod względem powierzchni na miejscu 977.).